# Liga Turca de Basquetebol de 2024-25
A Temporada 2023–24 da Basketbol Süper Ligi foi a 59ª edição da principal competição de basquetebol masculino na Turquia ser disputada a partir de 4 de outubro de 2024. A competição é nomeada oficialmente Türkiye Sigorta Basketball Süper Ligi em virtude de contrato de patrocinador principal. A equipe do Fenerbahçe BEKO defende seu título nacional, dois a menos que seu grande rival Anadolu Efes.
O desempenho turco em competições internacionais foi bastante prolífico na temporada, tendo ambas as equipes disputantes da Euroliga chegaram aos Playoffs, sendo que o Anadolu Efes foi derrotado pelo Panathinaikos após uma dura série encerrada apenas no jogo 5 (2-3) e o Fenerbahçe conquistou o tão esperado segundo título da competição em jogo equilibrado contra o debutante em finais, AS Monaco. Outras campanhas relevantes foram a de Galatasaray finalista derrotado por Unicaja Málaga na Liga dos Campeões da FIBA (BCL) e o Bahçeşehir que foi semifinalista da EuroCopa derrotado pelos então campeões e postulantes ao bicampeonato, Gran Canaria.

## Pré-temporada

### Copa Presidente 2024
A supercopa da Turquia, confrontando o campeão turco e o campeão da copa da Turquia, nesta temporada colocou frente-a-frente Anadolu Efes e Fenerbahçe em partida única disputada em 29 de setembro de 2024, no Basketbol Gelişim Merkezi em Istambul.
| 29 de setembro de 2024 18:00 | relatório | Fenerbahçe BEKO                               | 82–83 | Anadolu Efes |  |  |  |
| 29 de setembro de 2024 18:00 | relatório | Placar por quarto: 20-24, 23-15, 14-25, 25-19 |       |              |  |  |  |

### Premiação
| Copa Presidente 2024    |
| ----------------------- |
| Anadolu Efes 13º Título |

## Equipes participantes
|  | Clube                       | Localização | Arena                              |
|  | --------------------------- | ----------- | ---------------------------------- |
|  | Aliağa Petkim Spor          | Esmirna     | Aliağa Belediyesi ENKA Spor Salonu |
|  | Anadolu Efes Istambul       | Istambul    | Abdi İpekçi Arena                  |
|  | Bahçeşehir Koleji           | Istambul    | Akatlar Arena                      |
|  | Beşiktaş Fibabanka          | Istambul    | Akatlar Arena                      |
|  | Bursaspor Yörsan            | Bursa       | Ginásio Esportivo Bursa Ataturk    |
|  | Darüşşafaka Lassa           | Istambul    | Ayhan Şahenk Arena                 |
|  | Fenerbahçe BEKO             | Istambul    | Ülker Sports Arena                 |
|  | Galatasaray                 | Istambul    | Abdi İpekçi Arena                  |
|  | Karşıyaka                   | Esmirna     | Karşıyaka Arena                    |
|  | Manisa Basket               | Manisa      | Ginásio Esportivo Muradiye         |
|  | Mersin Sport                | Mersim      | Servet Tazegül Spor Salonu         |
|  | Onvo Büyükçekmece Basketbol | Istambul    | Gazanfer Bilge Sport Hall          |
|  | Tofaş                       | Bursa       | Tofaş Nilüfer Spor Salonu          |
|  | Türk Telekom                | Ancara      | Ankara Arena                       |
|  | SEMT77 Yalovaspor           | Yalova      | Yıl Spor Salonu                    |
|  | Yukatel Denizli Basket      | Denizli     | Pamukkale University Arena         |

Fonte: tbf.org.tr
|  |                                                      |
|  | Promovidos da TB2L na temporada anterior             |
|  | Atual campeão da Liga Turca de Basquetebol (2023-24) |
|  | Atual campeão da Copa da Turquia (2024)              |
|  | Atual campeão da Supercopa (Presidential Cup) (2024) |

## Temporada regular

### Tabela de classificação
Classificação extraída de tbf.org.ligler/puan-durumu
| Pos. | Clube                       | J  | V  | D  | P+   | P-   | SP   | P  | Classificação |
| ---- | --------------------------- | -- | -- | -- | ---- | ---- | ---- | -- | ------------- |
| 1    | Fenerbahçe BEKO             | 30 | 27 | 3  | 2650 | 2393 | 257  | 57 | Playoffs      |
| 2    | Beşiktaş Fibabanka          | 30 | 23 | 7  | 2697 | 2453 | 244  | 53 | Playoffs      |
| 3    | Anadolu Efes Istambul       | 30 | 23 | 7  | 2702 | 2369 | 333  | 53 | Playoffs      |
| 4    | Tofaş                       | 30 | 19 | 11 | 2645 | 2575 | 70   | 49 | Playoffs      |
| 5    | Bahçeşehir Koleji           | 30 | 18 | 12 | 2501 | 2383 | 118  | 48 | Playoffs      |
| 6    | Mersin Spor                 | 30 | 16 | 14 | 2484 | 2551 | -67  | 46 | Playoffs      |
| 7    | Galatasaray                 | 30 | 14 | 16 | 2575 | 2594 | -19  | 44 | Playins       |
| 8    | Onvo Büyükçekmece Basketbol | 30 | 13 | 17 | 2552 | 2566 | -14  | 43 | Playins       |
| 9    | Bursaspor Yörsan            | 30 | 13 | 17 | 2568 | 2689 | -121 | 43 | Playins       |
| 10   | Türk Telekom                | 30 | 13 | 17 | 2484 | 2499 | -15  | 43 | Playins       |
| 11   | Aliağa Petkim Spor          | 30 | 12 | 18 | 2473 | 2526 | -53  | 42 |               |
| 12   | Yukatel Denizli Basket      | 30 | 11 | 19 | 2469 | 2622 | -153 | 41 |               |
| 13   | Manisa Basket               | 30 | 11 | 19 | 2632 | 2667 | -35  | 41 |               |
| 14   | Karşıyaka                   | 30 | 11 | 19 | 2509 | 2618 | -109 | 41 |               |
| 15   | Darüşşafaka Lassa           | 30 | 9  | 21 | 2473 | 2649 | -176 | 39 | Rebaixados    |
| 16   | SEMT77 Yalovaspor           | 30 | 7  | 23 | 2413 | 2673 | -260 | 37 | Rebaixados    |

### Confrontos
Resultados extraídos de tbf.org.tr/maclar podendo ser conferidos também em eurobasket.com/turkey
| ↓ Casa\Visitante →          | ALI     | ANA    | BAH    | BES    | BUR   | DAR    | FEN    | GAL    | KAR    | MAN     | MER     | BUY     | TOF     | TÜR   | YAL    | DEN     |
| --------------------------- | ------- | ------ | ------ | ------ | ----- | ------ | ------ | ------ | ------ | ------- | ------- | ------- | ------- | ----- | ------ | ------- |
| Aliağa Petkim Spor          |         | 79-85  | 88-92  | 73-96  | 86-95 | 108-85 | 75-88  | 77-94  | 83-82  | 80-89   | 77-85   | 83-82   | 88-95   | 68-75 | 93-65  | 82-78   |
| Anadolu Efes Istambul       | 101-103 |        | 93-80  | 90-87  | 83-68 | 95-72  | 81-82  | 99-87  | 99-96  | 85-73   | 102-83  | 76-65   | 97-72   | 86-81 | 100-59 | 97-100  |
| Bahçeşehir Koleji           | 77-75   | 82-85  |        | 85-90  | 92-67 | 84-73  | 70-82  | 80-86  | 82-68  | 86-71   | 59-60   | 76-70   | 85-78   | 79-74 | 83-82  | 112-76  |
| Beşiktaş Fibabanka          | 88-80   | 87-70  | 82-78  |        | 86-95 | 88-77  | 72-62  | 92-77  | 89-82  | 82-80   | 72-66   | 95-84   | 95-70   | 96-88 | 103-82 | 102-77  |
| Bursaspor Yörsan            | 85-111  | 78-99  | 92-80  | 91-121 |       | 98-82  | 97-98  | 82-105 | 70-76  | 80-96   | 85-97   | 68-89   | 98-93   | 94-90 | 104-93 | 98-90   |
| Darüşşafaka Lassa           | 83-64   | 67-83  | 84-88  | 76-91  | 85-81 |        | 87-97  | 94-87  | 84-75  | 94-86   | 89-81   | 82-85   | 78-87   | 89-71 | 77-84  | 88-68   |
| Fenerbahçe BEKO             | 66-75   | 86-72  | 95-80  | 90-79  | 95-78 | 91-75  |        | 94-70  | 78-67  | 77-73   | 101-93  | 97-85   | 90-88   | 94-85 | 100-94 | 91-72   |
| Galatasaray                 | 81-86   | 53-87  | 87-84  | 91-88  | 95-89 | 100-82 | 81-95  |        | 101-80 | 115-105 | 101-82  | 110-112 | 76-80   | 73-78 | 79-69  | 84-78   |
| Karşıyaka                   | 93-90   | 77-95  | 65-80  | 79-93  | 82-78 | 101-86 | 90-101 | 94-81  |        | 103-91  | 107-81  | 83-94   | 81-93   | 76-73 | 104-81 | 105-88  |
| Manisa Basket               | 67-74   | 72-83  | 90-109 | 94-88  | 73-81 | 86-96  | 82-90  | 94-75  | 100-79 |         | 105-100 | 87-98   | 106-109 | 87-89 | 107-89 | 80-75   |
| Mersin Sport                | 67-57   | 76-94  | 74-73  | 93-99  | 89-82 | 105-89 | 69-98  | 89-73  | 94-87  | 97-88   |         | 63-66   | 79-58   | 95-73 | 78-73  | 111-108 |
| Onvo Büyükçekmece Basketbol | 67-72   | 91-89  | 102-93 | 88-89  | 84-87 | 89-86  | 73-78  | 65-76  | 75-82  | 84-107  | 96-97   |         | 88-83   | 99-88 | 89-91  | 81-89   |
| Tofaş                       | 107-99  | 77-70  | 75-86  | 99-95  | 94-71 | 111-93 | 88-89  | 88-83  | 90-76  | 98-106  | 87-65   | 93-86   |         | 93-82 | 105-90 | 91-80   |
| Türk Telekom                | 85-75   | 90-100 | 59-79  | 93-75  | 76-93 | 105-68 | 73-85  | 72-70  | 95-73  | 80-85   | 94-80   | 101-105 | 86-72   |       | 82-64  | 64-78   |
| SEMT77 Yalovaspor           | 78-87   | 83-110 | 102-93 | 71-91  | 75-95 | 75-70  | 90-97  | 81-88  | 78-75  | 79-74   | 93-60   | 65-85   | 65-77   | 93-96 |        | 90-76   |
| Yukatel Denizli Basket      | 95-85   | 63-96  | 72-78  | 72-86  | 74-88 | 85-82  | 79-63  | 98-96  | 95-71  | 92-78   | 65-75   | 80-75   | 92-94   | 75-86 | 99-93  |         |

## Playoffs

### Play-ins
| Equipe 1         | Placar  | Equipe 2                    |
| ---------------- | ------- | --------------------------- |
| Galatasaray      | 94 - 90 | Onvo Büyükçekmece Basketbol |
| Bursaspor Yörsan | 70 - 74 | Türk Telekom                |

| Equipe 1                    | Placar  | Equipe 2     |
| --------------------------- | ------- | ------------ |
| Onvo Büyükçekmece Basketbol | 73 - 84 | Türk Telekom |

### Quartas de finais
| Time 1                | Série | Time 2            | 1º Jogo | 2º Jogo  | 3º Jogo  |
| --------------------- | ----- | ----------------- | ------- | -------- | -------- |
| Fenerbahçe BEKO       | 2 - 1 | Türk Telekom      | 89 - 68 | 77 - 85  | 101 - 94 |
| Tofaş                 | 1 - 2 | Bahçeşehir Koleji | 94 - 80 | 65- 75   | 92 - 96  |
| Beşiktaş Fibabanka    | 2 - 0 | Galatasaray       | 91 - 75 | 107 - 85 | -        |
| Anadolu Efes Istambul | 2 - 0 | Mersin Spor       | 92 - 71 | 84 - 81  | -        |

### Semifinais
| Time 1             | Série | Time 2                | 1º Jogo | 2º Jogo | 3º Jogo | 4º Jogo | 5º Jogo |
| ------------------ | ----- | --------------------- | ------- | ------- | ------- | ------- | ------- |
| Fenerbahçe BEKO    | 3 - 0 | Bahçeşehir Koleji     | 93 - 76 | 91 - 89 | 93 - 84 | -       | -       |
| Beşiktaş Fibabanka | 3 - 2 | Anadolu Efes Istambul | 87 - 90 | 97 - 70 | 87 - 94 | 75 - 64 | 82 - 75 |

- Beşiktaş volta para as finais onde não esteve desde 2017, enquanto Anadolu Efes fica fora das finais pela primeira vez desde 2018.[12]

### Finais
| Time 1          | Série | Time 2             | 1º Jogo | 2º Jogo | 3º Jogo | 4º Jogo | 5º Jogo | 6º Jogo | 7º Jogo |
| --------------- | ----- | ------------------ | ------- | ------- | ------- | ------- | ------- | ------- | ------- |
| Fenerbahçe BEKO | 4 - 1 | Beşiktaş Fibabanka | 94 - 76 | 84 - 76 | 77 - 98 | 91 - 87 | 84 - 68 |         |         |

### Premiações
| BSL 2024–24 Campeões       |
| -------------------------- |
| Fenerbahçe BEKO 15º Título |

## Copa da Turquia - Final Four Xanleurfa 2025
|  | Quartas de finais | Quartas de finais | Quartas de finais |                   |             | Semifinais | Semifinais | Semifinais |  |  | Final | Final           | Final |
|  |                   |                   |                   |                   |             |            |            |            |  |  |       |                 |       |
|  |                   |                   |                   |                   |             |            |            |            |  |  |       |                 |       |
|  |                   | Karşıyaka Basket  | 88                |                   |             |            |            |            |  |  |       |                 |       |
|  |                   | Galatasaray       | 97                |                   |             |            |            |            |  |  |       |                 |       |
|  |                   | Galatasaray       | 97                |                   | Galatasaray | 74         |            |            |  |  |       |                 |       |
|  |                   |                   |                   |                   | Galatasaray | 74         |            |            |  |  |       |                 |       |
|  |                   |                   | Fenerbahçe BEKO   | 89                |             |            |            |            |  |  |       |                 |       |
|  |                   | Fenerbahçe BEKO   | Fenerbahçe BEKO   | 89                | 87          |            |            |            |  |  |       |                 |       |
|  |                   | Fenerbahçe BEKO   |                   |                   | 87          |            |            |            |  |  |       |                 |       |
|  |                   | Bahçeşehir Koleji | 56                |                   |             |            |            |            |  |  |       |                 |       |
|  |                   |                   |                   |                   |             |            |            |            |  |  |       | Fenerbahçe BEKO | 104   |
|  |                   |                   |                   | Beşiktaş Fibabank | 81          |            |            |            |  |  |       |                 |       |
|  |                   | Mersin Spor       | 101               |                   |             |            |            |            |  |  |       |                 |       |
|  |                   | Tofaş             | 95                |                   |             |            |            |            |  |  |       |                 |       |
|  |                   | Tofaş             | 95                |                   | Mersin Spor | 63         |            |            |  |  |       |                 |       |
|  |                   |                   |                   |                   | Mersin Spor | 63         |            |            |  |  |       |                 |       |
|  |                   |                   | Beşiktaş Fibabank | 83                |             |            |            |            |  |  |       |                 |       |
|  |                   | Beşiktaş Fibabank | Beşiktaş Fibabank | 83                | 85          |            |            |            |  |  |       |                 |       |
|  |                   | Beşiktaş Fibabank |                   |                   | 85          |            |            |            |  |  |       |                 |       |
|  |                   | Anadolu Efes      | 80                |                   |             |            |            |            |  |  |       |                 |       |

### Premiação
| Copa da Turquia 2025 (Xanleurfa)    |
| Turquia                             |
| ----------------------------------- |
| Campeão Fenerbahçe BEKO (9° título) |

## Clubes turcos em competições internacionais
| Clube        | Competição        | TR | TR | PO | PO | Resultado                                                                          |
| Clube        | Competição        | V  | D  | V  | D  | Resultado                                                                          |
| ------------ | ----------------- | -- | -- | -- | -- | ---------------------------------------------------------------------------------- |
| Anadolu Efes | EuroLiga          | 20 | 14 | -  | -  | Classificado - como 6º colocado na temporada regular                               |
| Anadolu Efes | EuroLiga          | -  | -  | 2  | 3  | Eliminado - derrotado por Panathinaikos AKTOR (83-87, 79-76, 77-81, 85-82, 67-75)  |
| Fenerbahçe   | EuroLiga          | 23 | 11 | -  | -  | Classificado - como 2º colocado na temporada regular                               |
| Fenerbahçe   | EuroLiga          | -  | -  | 3  | 0  | Classificado - vencendo o Paris Basketball nos Playoffs (83-78, 89-72, 98-88       |
| Fenerbahçe   | EuroLiga          | -  | -  | 1  | 0  | Classificado - derrotando Panathinaikos AKTOR nas semifinais do Final Four (82-76) |
| Fenerbahçe   | EuroLiga          | -  | -  | 1  | 0  | Campeão - derrotando AS Monaco na Final do Final Four (81-70)                      |
| Bahçeşehir   | EuroCopa          | 14 | 4  | -  | -  | Classificado - como 1º colocado do Gr. A da temporada regular                      |
| Bahçeşehir   | EuroCopa          | -  | -  | 1  | 0  | Classificado - vencendo Cedevida Olimpija (jogo único 85 - 81)                     |
| Bahçeşehir   | EuroCopa          | -  | -  | 1  | 2  | Eliminado - derrotado nas semifinais para Gran Canaria (74-66, 68-69, 72-76)       |
| Beşiktaş     | EuroCopa          | 10 | 8  | -  | -  | Classificado - como 5º colocado do Gr.A da temporada regular                       |
| Beşiktaş     | EuroCopa          | -  | -  | 0  | 1  | Eliminado - derrotado por Cedevida Olimpija (jogo único 86 - 96)                   |
| Türk Telekom | EuroCopa          | 10 | 8  | -  | -  | Classificado - como 3º colocado no Gr.B da temporada regular                       |
| Türk Telekom | EuroCopa          | -  | -  | 1  | 0  | Classificado - vencendo KK Budućnost (jogo único 93-73)                            |
| Türk Telekom | EuroCopa          | -  | -  | -  | 1  | Eliminado - derrotado por Hapoel Jerusalem (jogo único - 89-92)                    |
| Petkim Spor  | Liga dos Campeões | 4  | 2  | -  | -  | Classificado - como 2º colocado no Gr.B da temporada regular                       |
| Petkim Spor  | Liga dos Campeões | -  | -  | 2  | 1  | Classificado - vencendo Hapoel Holon (2-1:82-81, 62-65, 93-85)                     |
| Petkim Spor  | Liga dos Campeões | 1  | 5  | -  | -  | Eliminado - como 4º colocado no Gr. K da Ronda dos 16                              |
| Karşıyaka    | Liga dos Campeões | 4  | 2  | -  | -  | Classificado - como 2º colocado na temporada regular Gr.C                          |
| Karşıyaka    | Liga dos Campeões | -  | -  | 0  | 2  | Eliminado - nos Play-ins para Promitheas Patras (2-0:77-81, 68-84)                 |
| Manisa       | Liga dos Campeões | 4  | 2  | -  | -  | Classificado - como 2º colocado temporada regular Gr.C                             |
| Manisa       | Liga dos Campeões | -  | -  | 2  | 0  | Classificado - vencendo NINERS Chemnitz (2-0;87-86, 87-84)                         |
| Manisa       | Liga dos Campeões | 1  | 5  | -  | -  | Eliminado - como 4º colocado do Gr. J da Ronda dos 16                              |
| Galatasaray  | Liga dos Campeões | 4  | 2  | -  | -  | Classificado - como 2º colocado no Gr.D da temporada regular                       |
| Galatasaray  | Liga dos Campeões | -  | -  | 2  | 1  | Classificado - vencendo Saint-Quentin (2-1: 84-63, 79-90, 75-73)                   |
| Galatasaray  | Liga dos Campeões | 4  | 2  | -  | -  | Classificado - como 2º colocado no Gr.J da temporada regular                       |
| Galatasaray  | Liga dos Campeões | -  | -  | 2  | 0  | Classificado - vencendo ERA Nymburk nas quartas de finais (106-80, 90-74)          |
| Galatasaray  | Liga dos Campeões | -  | -  | 0  | 0  | Classificado - vencendo La Laguna Tenerife nas semifinais do Final Four (90-80)    |
| Galatasaray  | Liga dos Campeões | -  | -  | 0  | 1  | Finalista - derrotado por Unicaja Malaga na decisão do Final Four (67-83)          |
| Tofaş        | Copa Europeia     | 6  | 0  | -  | -  | Classificado - como 1º colocado no Grupo A na temporada regular                    |
| Tofaş        | Copa Europeia     | 4  | 2  | -  | -  | Classificado - como 1º colocado no Grupo K na temporada regular                    |
| Tofaş        | Copa Europeia     | -  | -  | 1  | 1  | Eliminado - nas quartas de finais para Bilbao Basket (72-84;102-93 saldo -3)       |
| Bursaspor    | Copa Europeia     | 3  | 3  | -  | -  | Eliminado - como 3º colocado no Gr.B da temporada regular                          |